# Guidance
Guidance — це шостий студійний альбом американського гурту Russian Circles, що грає в стилі інструментальний рок. Альбом випущено 5 серпня 2016 лейблом Sargent House. Альбом записано на студії God City Studio, а його продюсером став Курт Балу.

## Критичне сприйняття
Пишучи для Exclaim!, Трістан Макдональд означив альбом як «ще один пророчий портрет, що вичакловує апокаліптичні виміри у свідомостях тих, хто слухає».

## Список композицій
| #  | Назва       | Тривалість |
| -- | ----------- | ---------- |
| 1. | «Asa»       | 4:00       |
| 2. | «Vorel»     | 5:29       |
| 3. | «Mota»      | 6:33       |
| 4. | «Afrika»    | 6:31       |
| 5. | «Overboard» | 5:32       |
| 6. | «Calla»     | 6:23       |
| 7. | «Lisboa»    | 6:32       |

## Учасники
Russian Circles
- Браян Кук – бас-гітара
- Майк Салліван – гітара
- Дейв Тенкранц – ударні

Технічні учасники
- Курт Балу – запис, інжиніринг, продукція

## Чарти
| Чарт (2016)                                  | Пікова позиція |
| -------------------------------------------- | -------------- |
| Швейцарія Swiss Albums (Schweizer Hitparade) | 55             |